# Муствеэ
Му́ствеэ (эст. Mustvee), до 22 августа 1921 года Чёрный посад, Чёрное, ранее также Черна, Чёрные горы — внутриволостной город в уезде Йыгевамаа, Эстония. 
До административно-территориальной реформы 2017 являлся самостоятельным городским муниципалитетом и не входил в состав какой-либо волости, после реформы стал административным центром волости Муствеэ.

## География
Расположен на востоке Эстонии, на берегу Чудского озера. 

## Население
Динамика численности населения города Муствеэ:
| Год     | 1897 | 1922   | 1934   | 1941   | 1959   | 1970   | 1979   | 1989   | 2000   | 2010   | 2011   | 2020   |
| ------- | ---- | ------ | ------ | ------ | ------ | ------ | ------ | ------ | ------ | ------ | ------ | ------ |
| Жителей | 3215 | ↘ 2745 | ↗ 2841 | ↘ 2427 | ↘ 2325 | ↘ 2188 | ↘ 2087 | ↘ 1994 | ↘ 1753 | ↘ 1592 | ↘ 1358 | ↘ 1221 |

Национальный состав в 2000 году: русские — 57,05 %, эстонцы — 40,73 %.
По данным переписи населения 2011 года число жителей города составило 1 358 человек, из них эстонцы — 563 (41,5 %).

## История
Первые письменные упоминания о деревне Чорна (Mustut) на берегу Чудского озера относятся к 1493 году. До формирования постоянного поселения здесь находились временные рыбацкие домики крестьян деревни Тяхквере и др.. 
Муствеэ является одним из центров старообрядчества в Эстонии. Уже в начале XVIII века деревню населяли в основном русские староверы-федосеевцы и поморцы, бежавшие из России от преследований за веру. Старообрядческая община поморского согласия имеется в Муствеэ и поныне. С бытом местных староверов можно ознакомиться в Городском музее. В начале XIX века в селении стоял 371 дом, и число жителей достигало более 1900 человек.
На военно-топографических картах Российской империи (1846–1863 годы), в состав которой входила Эстляндская губерния, населённый пункт обозначен как Черное.
В 1802 году купцом Иоакимом Горюшкиным здесь была построена деревянная моленная.
В начале XX века в Чёрном посаде находилось семь храмов. Из них сохранилось четыре: храм Святителя Николая (Эстонская православная церковь Московского патриархата), Троицкая церковь (бывшая единоверческая), старообрядческий храм и лютеранская церковь. Также в городе имеется молитвенный дом баптистов.
Статус города Муствеэ получил в 1938 году. 
Город неоднократно страдал в больших пожарах: в 1918 году сгорело 120 домов, летом 1944 года (в основном из-за массированных воздушных атак) уничтожено почти 70 % строений.
В 1950—1959 годах Муствеэ являлся центром Муствеского района.
2 апреля 2013 года городское собрание Муствеэ избрало мэром города депутата Таллинского городского собрания Макса Каура.
18 декабря 2014 года состоялась церемония открытия в нового пассажирского порта в Муствеэ, построенного при финансовой поддержке из структурных фондов Европейского союза. Порт в Муствеэ — это не только новые перспективы для экономического сотрудничества между российскими и эстонскими приграничными регионами, но и важный фактор в системе взаимоотношений между ЕС и РФ.
Известно, что в начале XX века к причалам «столицы эстонского Причудья» подходил пароход «Царевич Александр», в середине 1960-х годов — «Ракеты» — суда на подводных крыльях, курсировавшие между Муствеэ, Тарту и Псковом.

## Предпринимательство
Основными сферами предпринимательской деятельности в городе являются лесное хозяйство и рыболовство. Единственным промышленным предприятием города до 2005 года был швейный цех акционерного общества «Марат». 6 мая он был закрыт, и были сокращены все 123 его работника.

## Достопримечательности
В 1996 году открылся краеведческий музей Муствеэ, рассказывающий как об истории староверов, так и об истории региона. В городе также работает Музей весов, экспозиция которого насчитывает более 120 экспонатов.
К достопримечательностям города относятся один из «пращевых камней» Калевипоэга и статуя «Скорбящая девушка» (1973, Эльмар Ребане) на братской могиле погибших во Второй мировой войне.
В городе есть улица Бенито Агирре, названная в честь баскского лётчика Бенито Агирре, погибшего в боях Великой Отечественной войны над городом в 1944 году.

## Происхождение топонима
Буквальный перевод современного названия города с эстонского языка — «Черноводское». Считается, что населённый пункт получил своё название по одному из имён Чудского озера — Муствеси (с эст. — «чёрная вода») или по реке Муствеэ.

## Галерея
- Лютеранская церковь в Муствеэ
- Храм святителя Николая в Муствеэ
- Старообрядческая церковь
- Порт в Муствеэ
- Автовокзал Муствеэ
- Дом культуры и библиотека
- Русская гимназия в Муствеэ
- «Скорбящая девушка»